# بشملة هوكرية
بشملة هوكرية (الاسم العلمي:Eriobotrya hookeriana) هي نوع غير مؤكد من النباتات تتبع جنس البشملة من الفصيلة الوردية. تم وصف هذا النوع من النبات علمياً لأول مرة من قبل جوزيف دوكين سنة 1874.